# Mustelirallus
Mustelirallus is een geslacht van vogels uit de familie Rallen, koeten en waterhoentjes (Rallidae). Er zijn vier soorten. Op grond van onderzoek gepubliceerd tussen 2014 en 2023 zijn soorten die eerder behoorden tot de geslachten Cyanolimnas en Neocrex toegevoegd aan dit geslacht, waartoe vroeger alleen het witkeelporseleinhoen behoorde.
- Mustelirallus albicollis  – Witkeelporseleinhoen
- Mustelirallus erythrops  – Roodsnavelhoen
- Mustelirallus colombianus  – Colombiaans roodsnavelhoen
- Mustelirallus cerverai  – Zapataral